# Convexa wolfi
Convexa wolfi is een keversoort uit de familie glimwormen (Lampyridae). De wetenschappelijke naam van de soort werd voor het eerst geldig gepubliceerd in 1910 door Olivier als Luciola wolfi.